# 桑尼·薩卡基尼
桑尼·喬治·薩利姆·薩卡基尼（1988年8月19日—）為巴勒斯坦國男子籃球運動員，場上位置為大前鋒，現效力於台灣職業籃球大聯盟新北國王。

## 職業生涯
2021年8月29日，薩卡基尼加盟T1聯盟臺中葳格太陽。
2022年2月9日，薩卡基尼獲選為2021-22賽季1月最佳外援。3月5日，對戰新北中信特攻全場拿下21分、14籃板、11助攻完成生涯首次大三元，幫助臺中葳格太陽逆轉勝利。3月19日，迎戰臺南台鋼獵鷹繳出22分、17籃板、10助攻的大三元表現。3月31日，獲選為2021-22賽季3月最佳外援。4月2日，面對臺南台鋼獵鷹以19分、13籃板、12助攻的表現完成第三次大三元。7月2日，薩卡基尼入選該賽季年度第一隊。
2022年7月22日，薩卡基尼加盟P. LEAGUE+桃園領航猿。
2023年8月18日，薩卡基尼加盟黎巴嫩籃球聯賽貝魯特體育。
2024年9月5日，薩卡基尼加盟黎巴嫩籃球聯賽貝魯特俱樂部。但黎巴嫩籃球聯賽受到戰爭影響而停擺。10月9日，薩卡基尼以亞洲外籍球員身分加盟東亞超級聯賽（EASL）新北國王。10月27日，薩卡基尼在台灣職業籃球大聯盟出賽。
2025年2月24日，薩卡基尼獲選EASL2024-25賽季2月單月最佳陣容。2024-25賽季薩卡基尼以場均17.5分、8.1籃板、2.1助攻的表現，於4月3日獲選EASL年度最佳陣容。

## 國家隊生涯
薩卡基尼於2006年起代表巴勒斯坦國家男子籃球隊出賽。

## 生涯數據

### 超級籃球聯賽

#### 例行賽
| 賽季    | 球隊       | GP | MPG  | 2P%  | 3P%  | FT%  | RPG  | APG | SPG | BPG | PPG  |
| ------- | ---------- | -- | ---- | ---- | ---- | ---- | ---- | --- | --- | --- | ---- |
| 2018-19 | 裕隆納智捷 | 22 | 31.8 | 53.0 | 26.9 | 79.8 | 13.6 | 2.5 | 1.5 | 0.8 | 23.6 |

### T1聯盟

#### 例行賽
| 賽季    | 球隊         | GP | MPG   | 2P%  | 3P%  | FT% | RPG  | APG | SPG | BPG | PPG  |
| ------- | ------------ | -- | ----- | ---- | ---- | --- | ---- | --- | --- | --- | ---- |
| 2021-22 | 臺中葳格太陽 | 29 | 38:02 | 54.7 | 33.3 | 76  | 14.1 | 5   | 1.6 | 0.7 | 24.8 |

## 外部連結
- 桑尼·薩卡基尼的Instagram帳戶
- 桑尼·萨卡基尼在fiba.basketball（英语）
- 桑尼·萨卡基尼在archive.fiba.com（存檔）（英语）
- 桑尼·萨卡基尼在中国男子篮球职业联赛官網
- 桑尼·萨卡基尼在P. LEAGUE+官網
- 桑尼·萨卡基尼在台灣職業籃球大聯盟官網
- 桑尼·萨卡基尼在Basketball-Reference.com（國際）（英语）
- 桑尼·萨卡基尼在Eurobasket.com（球員）（英语）
- 桑尼·萨卡基尼在Proballers（英语）
- 桑尼·萨卡基尼在RealGM（球員）（英语）
- 桑尼·萨卡基尼在中国篮球数据库
- 桑尼·萨卡基尼在Flashscore（英语）